# Listă de medici (cronologică)

## Antichitate
| Perioada vieții              | Nume                      | Naționalitatea | Contribuții majore                                                                            |
| ---------------------------- | ------------------------- | -------------- | --------------------------------------------------------------------------------------------- |
| c. 2650 î.Hr.                | Imhotep                   | egiptean       | Medic și arhitect                                                                             |
| c. 500 î.Hr.                 | Susruta                   | indian         | Părintele chirurgiei plastice și reparatorii                                                  |
| sec. VI-V î.Hr               | Democede din Crotone      | grec           |                                                                                               |
| ?                            | Aegimus                   | grec           | Tratat despre puls                                                                            |
| 540 sau 460 - 450 î.Hr.)     | Epicarmos din Kos         | grec           | Cercetător al naturii                                                                         |
| 460 î.Hr. - 370 ?            | Hippocrate                | grec           | Cel mai mare medic al antichității "Părintele medicinei"; "Jurământul lui Hippocrate"         |
| sec. V î.Hr                  | Areteus din Capadocia     | grec           | A scris un tratat asupra bolilor                                                              |
| sec. V î.Hr                  | Ctesias                   | grec           | Celebru mai ales pentru relaterea călătoriilor efectuate în Persia, India                     |
| sec. V î.Hr                  | Herodicos din Selimbria   | grec           | Subliniază, pentru prima dată importanța exercițiilor fizice (a gimnasticii) pentru sănătate. |
| 335, 331 sau 330 - 280 î.Hr. | Herophilos din Calcedonia | grec           | Fondatorul școlii medicale din Alexandria, primul mare specialist în anatomie.                |
| c.305 - c.250 î.Hr           | Erasistrate din Keos      | grec           | A fondat școala medicală din Alexandria.                                                      |
| c. 300 î.Hr. - ?             | Charaka                   | indian         | Contribuții la Ayurveda                                                                       |
| 25 î.Hr. - 50 d.Hr.          | Aulus Cornelius Celsus    | roman          | "Hippocrate" al romanilor și Cicero al medicinei; promovare metoda experimentală.             |
| 40 ? - 90 ?                  | Dioscoride Pedanios       | grec           | Chirurg și farmacist                                                                          |
| 53 - 117                     | Soranus din Efes          | grec           | Reprezentant al școlii "metodiștilor".                                                        |
| sec. I d.Hr.                 | Gaius Stertinius Xenophon | grec           |                                                                                               |
| 110 - 207/208 ?              | Hua Tuo                   | chinez         | Descoperirea narcozei și a tehnicii deschiderilor abdominale.                                 |
| 129 - 200/216 ?              | Galenus                   | grec           | Ultimul mare medic al antichității; unul dintre fondatorii anatomiei și farmacologiei.        |
| c. 325 - c. 395 d.Hr.        | Oribasios                 | grec           | Primul mare medic bizantin.                                                                   |
| 525 - 605                    | Alexandru din Tralleis    | grec           | Patologie, terapie                                                                            |
| c. 600 d.Hr.                 | Vaghbata                  |                | A scris opera intitulată Ayurveda,                                                            |
| 625? - 690?                  | Pavel din Egina           | bizantin       | Chirurgie, propunerea denumirii de cancer                                                     |

## Evul mediu
Faceți click pe semnul de lângă titlul coloanelor, pentru a ordona tabelul în funcție de acel argument.
| Perioada                  | Nume                  | Naționalitatea | Contribuții majore                                                                      |
| ------------------------- | --------------------- | -------------- | --------------------------------------------------------------------------------------- |
| 525 - 605                 | Alexandru din Tralles |                |                                                                                         |
| 721 - 815                 | Geber                 | arab           | Alchimie                                                                                |
| 801 - 873                 | Al-Kindi              | arab           | Aplicațiile matematicii în farmacologie                                                 |
| 809 - 873                 | Hunayn ibn Ishaq      | asirian        | Traduceri opere medicale                                                                |
| 838 - 870                 | Al Tabari             | persan         | Prima enciclopedie a medicinei; alte domenii: pediatrie, psihologie                     |
| 850 - 934                 | Al-Balkhi             | persan         | Legătura dintre sănătatea fizică și cea mentală; precursor al psihologiei cognitive     |
| 865 - 925                 | Al-Razi (Rhazes)      | persan         | neurochirurgie, oftalmologie; părinte al pediatriei                                     |
| 936 - 1013                | Al-Zahrawi            | arab           | Precursor al chirurgiei moderne dar și al cosmeticii                                    |
| 965 - 1039                | Alhazen               | arab           | fiziologie, psihologie                                                                  |
| 980–1037                  | Avicenna              | persan         |                                                                                         |
| 1091 - 1161               | Avenzoar              | arab           | Părintele chirurgiei experimentale; promotor al tratamentului prin perfuzii             |
| 1098 - 1179               | Hildegard von Bingen  | german         | Una dintre puținele femei-medic celebre                                                 |
| 1126 - 1198               | Averroes              | arab           | Precursor în multe ramuri ale medicinei: disecție, autopsie, urologie, oftalmologie     |
| 1135 - 1204               | Moise Maimonide       | evreu          | Necesitatea igienei, a unei vieți echilibrate                                           |
| 1162 - 1231               | Abd al-Latif          | arab           | Studii asupra diabetului; folosirea lipitorilor                                         |
| 1200 ?                    | Trotula               | italian        | Una dintre puținele femei-medic ale Evului Mediu.                                       |
| 1205/1206 ? - 1296/1298 ? | Teodorico Borgognoni  | italian        | Inovații în chirurgie                                                                   |
| 1210 sau 1213 - 1288      | Ibn al-Nafis          | arab           | Precursor în mai multe domenii: sistemul circulator, chirurgie, embriologie, psihologie |

## Epoca modernă
Faceți click pe semnul de lângă titlul coloanelor, pentru a ordona tabelul în funcție de acel argument.
| Perioada              | Nume                            | Naționalitatea | Contribuții majore                                                                                        |
| --------------------- | ------------------------------- | -------------- | --- |
| 1246/1250 ? - c. 1316 | Abano, Pietro d'                | italian        | Promovarea metodei științifice                                                                            |
| 1327                  | Dino del Garbo                  | italian        | |
| 1348                  | Gentile da Foligno              | italian        | |
| 1300 (1298?) - 1368   | Chauliac, guy de                | francez        | Chirurgie                                                                                                 |
| 1450 - 1525           | Vigo, Giovanni da               | italian        | Unul dintre primii mari chirurgi militari.                                                                |
| 1455 - 1529           | Gersdorff, Hans von             | german         | chirurgie militară                                                                                        |
| 1470 ? - 1526         | Rösslin, Eucharius              | german         | Obstetrică                                                                                                |
| 1478 - 1553           | Fracastoro, Girolamo            | italian        | Studiul bolilor infecțioase; introducerea termenului de sifilis                                           |
| 1488 - 1577           | Santo, Mariano                  | italian        | Chirurgie, urologie                                                                                       |
| 1493 - 1541           | Paracelsus                      |                | Cel mai cunoscut reprezentant al iatrochimiei                                                             |
| 1500 - 1558           | Janus Cornarius                 |                | |
| 1500/1514 ? - 1574    | Eustachio, Bartolomeo           | italian        | Întemeietor al anatomiei moderne.; descoperire "trompa lui Eustachio"                                     |
| 1501 - 1577           | Mattioli, Pietro Andrea         | italian        | Rolul plantelor în medicină                                                                               |
| 1510 - 1590           | Paré, Ambroise                  | francez        | Anatomie, deschizător de drum în chirurgia modernă                                                        |
| 1511 - 1568           | Lusitano, Amato                 | portughez      | Unul din descoperitorii mecanismului circulației sanguine                                                 |
| 1514 - 1564           | Vesalius, Andreas               | belgian        | Fondatorul anatomiei moderne                                                                              |
| 1516 - 1559           | Colombo, Realdo                 | italian        | Chirurgie; descoperirea circulației pulmonare; întemeietor al anatomiei moderne.                          |
| 1519 - 1603           | Cesalpino, Andrea               | italian        | Cercetări în domeniul circulației sângelui; valența farmaceutică a plantelor                              |
| 1523 - 1562           | Falloppio, Gabriele             | italian        | Întemeietor al anatomiei moderne.                                                                         |
| 1525 ? - ?            | Amusco, Juan Valverde de        | spaniol        | Anatomie                                                                                                  |
| 1537 - 1619           | Fabrizio, Girolamo              | italian        | Anatomie; creatorul embriologiei moderne descoperitor al valvulelor venoase                               |
| 1553 - 1617           | Alpini, Prospero                | italian        | Rolul chimico-farmaceutic al plantelor (ex. obținerea hașișul)                                            |
| 1560 - 1634           | Fabry, Wilhelm                  | german         | Întemeietor al chirurgiei științifice.                                                                    |
| 1561 - 1636           | Santorio Santorio               | italian        | Primele studii asupra metabolismului                                                                      |
| 1566 - 1621           | Jessenius, Jan                  | slovac         | Anatomie, chirurgie                                                                                       |
| 1578 - 1657           | Harvey, William                 | englez         | Teoria circulației sanguine                                                                               |
| 1580 - 1644           | Helmont, Jan Baptista van       | belgian        | Studiul digestiei; prefigurarea conceptului de enzimă                                                     |
| 1580 - 1656           | Severino, Marco Aurelio         | italian        | anatomie comparată; chirurgie                                                                             |
| 1597 - 1677           | Glisson, Francis                | englez         | Studii asupra fibrei musculare                                                                            |
| 1614 - 1672           | Sylvius, Franciscus             | olandez        | Unul din pionierii chimiei clinice moderne; de numele său este legat mineralul silvină.                   |
| 1616 - 1680           | Bartholin, Thomas               | danez          | Descoperire sistem limfatic; bazele științifice ale anesteziei prin refrigerare.                          |
| 1624 - 1689           | Sydenham, Thomas                | englez         | "Hippocrate al englezilor"; descriere: malarie, pojar, scarlatină.                                        |
| 1628 - 1694           | Malpighi, Marcello              | italian        | Fondatorul anatomiei microscopice, histologiei, anatomiei vegetale și fiziologiei comparative.            |
| 1631 - 1691           | Lower, Richard                  | englez         | Fiziologie, patologie cardiovasculară                                                                     |
| 1633 - 1714           | Ramazzini, Bernardino           | italian        | Propune chinina pentru tratamentul malariei.                                                              |
| 1640 - 1704           | Denis, Jean Baptiste            | francez        | Pionierat în domeniul transfuziilor sanguine                                                              |
| 1641 - 1673           | Graaf, Reinier de               | olandez        | Descoperiri în domeniul biologiei reproducerii.                                                           |
| 1653 - 1721           | Albinus, Bernhard Friedrich     | german         | Chirurgie oftalomogică                                                                                    |
| 1660 - 1734           | Stahl, Georg Ernst              | german         | Concepție animistă împotriva materialismului                                                              |
| 1660 - 1742           | Hoffmann, Friedrich             | german         | studii asupra apendicitei, rubeolei, sistemului nervos.                                                   |
| 1666 - 1723           | Valsalva, Antonio Maria         | italian        | Anatomie, chirurgie                                                                                       |
| 1668 - 1707           | Baglivi, Giorgio                | italian        | "Hippocrate italian"; întemeietorul școlii "solidiste"                                                    |
| 1668 - 1738           | Boerhaave, Herman               | olandez        | Fondatorul învățământului medical clinic.                                                                 |
| 1672 - 1768           | Huxham, John                    | englez         | Chirurgie, studiul bolilor infecțioase.                                                                   |
| 1677 - 1761           | Hales, Stephen                  | englez         | Fiziologie experimentală                                                                                  |
| 1682 - 1771           | Morgagni, Giovanni Battista     | italian        | Fondator al anatomiei patologice.                                                                         |
| 1684 - 1766           | Astruc, Jean                    |                | Prima descriere a sifilisului.                                                                            |
| 1697 - 1770           | Albinus, Bernhard Siegfried     | german         | Anatomie                                                                                                  |
| 1700 - 1772           | Swieten, Gerard van             | austriac       | Patologie, reformarea învățământului sanitar                                                              |
| 1708 - 1777           | Haller, Albrecht von            | german         | Anatomie, în special aparatul cardiovascular                                                              |
| 1710 - 1790           | Cullen, William                 | scoțian        | Studii asupra sistemului nervos; clasificarea maladiilor (nosologie)                                      |
| 1722 - 1809           | Auenbrugger, Leopold            | austriac       | Examinarea prin percuție                                                                                  |
| 1728 - 1793           | Hunter, John                    | scoțian        | Chirurgie, promotor al metodei experimentale                                                              |
| 1728 - 1797           | Tissot, Simon-Auguste           | francez        | Cercetări în domeniul migrenei                                                                            |
| 1749 - 1823           | Jenner, Edward                  | englez         | Vaccinul contra variolei.                                                                                 |
| 1752 - 1840           | Blumenbach, Johann Friedrich    | german         | Antropologie: clasificarea raselor umane.                                                                 |
| 1755 - 1843           | Hahnemann, Samuel               | german         | Creatorul homeopatiei                                                                                     |
| 1759 - 1813           | Reil, Johann Christian          | german         | Anatomie, psihiatrie                                                                                      |
| 1761 - 1823           | Baillie, Matthew                | scoțian        | contribuții în anatomia patologică                                                                        |
| 1766 - 1842           | Larrey, Dominique-Jean          | francez        | Chirurgie militară                                                                                        |
| 1771 - 1802           | Bichat, Marie François Xavier   | francez        | Întemeietorul histologiei și patologiei moderne                                                           |
| 1774 - 1842           | Bell, Charles                   | scoțian        | Primul care face distincția între funcțiile motorii și senzoriale ale neuronului                          |
| 1778 - 1862           | Bretonneau, Pierre              | francez        | Realizează prima traheotomie; precursor al teoriei germenilor                                             |
| 1781 - 1826           | Laënnec, René                   | francez        | Inventatorul stetoscopului.                                                                               |
| 1783 - 1855           | Magendie, François              | francez        | Pionier al fiziologiei experimentale                                                                      |
| 1785 - 1853           | Beaumont, William               | american       | Cercetări în domeniul digestiei                                                                           |
| 1789 - 1858           | Bright, Richard                 | englez         | Cercetări asupra bolilor de rinichi                                                                       |
| 1791 - 1874           | Cruveilhier, Jean               | francez        | Creator al anatomiei patologice; a descris scleroza multiplă                                              |
| 1792 - 1847           | Dieffenbach, Johann Friedrich   | german         | Unul din fondatorul chirurgiei plastice                                                                   |
| 1793 - 1860           | Addison, Thomas                 | englez         | Boli interne, descrierea "bolii Addison"                                                                  |
| 1794 - 1866           | Babington, Benjamin Guy         | englez         | Noi instrumente medicale, studii asupra holerei etc.                                                      |
| 1795 - 1873           | Romberg, Moritz Heinrich        | german         | Întemeietor al neurologiei moderne                                                                        |
| 1799 - 1854           | Basedow, Carl von               | german         | Descriere boala Basedow (1858).                                                                           |
| 1801 - 1858           | Müller, Johannes Peter          | german         | Studii de anatomie comparată                                                                              |
| 1804 - 1881           | Schleiden, Matthias Jakob       | german         | Dezvoltarea teoriei celulare                                                                              |
| 1810 - 1882           | Schwann, Theodor                | german         | Dezvoltarea teoriei celulare                                                                              |
| 1813 - 1878           | Bernard, Claude                 | francez        | Fiziologie, medicina experimentală                                                                        |
| 1814 - 1865           | Bergmann, Carl                  | german         | Contribuții în fiziologie                                                                                 |
| 1814 - 1878           | Mayer, Julius Robert von        | german         | Importanța oxigenului pentru organism în cadrul respirației; schimbul de energie în cadrul metabolismului |
| 1818 - 1896           | Bois-Reymond, Emil du           | german         | Descoperirea potențialului de acțiune al neuronului                                                       |
| 1821 - 1902           | Virchow, Rudolf                 | german         | Fondator al patologiei celulare                                                                           |
| 1821 - 1910           | Blackwell, Elizabeth            | englez         | Prima femeie medic din SUA                                                                                |
| 1824 - 1880           | Broca, Paul                     | francez        | Studii anatomice, mai ales asupra creierului                                                              |
| 1825 - 1893           | Charcot, Jean-Martin            | francez        | Precursor al neurologiei și psihologiei moderne.                                                          |
| 1829 - 1894           | Billroth, Theodor               | german         | Pionierat în chirurgie abdominală și faringială                                                           |
| 1832 - 1916           | Baccelli, Guido                 | italian        | Afirmare in politica                                                                                      |
| 1836 - 1868           | Bezold, Albert von              |                | Unul din descoperitorii reflexului "Bezold-Jarisch.                                                       |
| 1836 - 1904           | Sklifosovski, Nicolai           |                | |
| 1836 - 1907           | Bergmann, Ernst von             | german         | Introducerea asepsiei la tratamentul rănilor.                                                             |
| 1836 - 1917           | Anderson, Elizabeth Garrett     | englez         | Prima femeie-medic în Marea Britanie; înființarea școlii medicale pentru femei                            |
| 1841 - 1917           | Kocher, Emil Theodor            | german         | Cercetări în domeniul tiroidei; Premiul Nobel în 1909                                                     |
| 1841 - 1931           | LeBon, Gustave                  | francez        | Studii de psihologie socială, antropologie.                                                               |
| 1842 – 1932           | Abadie, Jean Marie Charles      | francez        | Oftalmologie                                                                                              |
| 1843 - 1910           | Koch, Robert                    | german         | Bacteriologie; Premiul Nobel în 1905                                                                      |
| 1843 - 1926           | Golgi, Camillo                  | italian        | Studii asupra sistemului nervos; Premiul Nobel în 1906.                                                   |
| 1845 - 1916           | Mecinikov, Ilia Ilici           | rus            | Studii asupra fagocitozei; Premiul Nobel în 1908                                                          |
| 1845 - 1922           | Laveran, Charles Louis Alphonse | francez        | Studii asupra malariei; Premiul Nobel în 1907                                                             |
| 1848 - 1932           | Bang, Bernhard Laurits Frederik | danez          | Prima descriere a brucelozei ("morbus Bang")                                                              |
| 1849 - 1936           | Pavlov, Ivan P.                 | rus            | Cercetări în domeniul digestiei; prima descriere a reflexului condiționat; Premiul Nobel în 1904          |
| 1851 - 1928           | Abbe, Robert                    | american       | Pionier al suturilor cu catgut; unul dintre primii din SUA care a utilizat radiul în tratarea cancerului  |
| 1851 - 1940           | Arsonval, Jacques-Arsène d'     | francez        | Electrofiziologie.                                                                                        |
| 1852 - 1929           | Binswanger, Otto                |                | Cercetări în domeniul neurasteniei, epilepsiei și isteriei                                                |
| 1852 - 1934           | Cajal, Santiago Ramón y         | spaniol        | Histologie; unul din fondatorii neuroștiinței moderne; Premiul Nobel în 1906.                             |
| 1853 - 1927           | Kossel, Albrecht                | german         | Studiul acizilor nucleici Premiul Nobel în 1910                                                           |
| 1854 - 1917           | Behring, Emil Adolf von         | german         | Descoperă imunizarea contra difteriei, Premiul Nobel în 1901                                              |
| 1855 - 1930           | Angle, Edward H.                | american       | Ortopedie                                                                                                 |
| 1856 - 1926           | Kraepelin, Emil                 | german         | Fondatorul psihiatriei științifice moderne                                                                |
| 1856 - 1939           | Freud, Sigmund                  | austriac       | Fondatorul psihanalizei                                                                                   |
| 1857 - 1932           | Ross, Ronald                    | englez         | Studii asupra malariei; Premiul Nobel în 1902                                                             |
| 1857 - 1938           | Abel, John Jacob                | american       | Obținerea și izolarea adrenalinei, insulinei și aminoacizilor                                             |
| 1857 - 1949           | Munthe, Axel                    | suedez         | Hipnoza ca metodă terapeutică.                                                                            |
| 1860 - 1904           | Finsen, Niels Ryberg            | danez          | Utilizarea terapeutică a radiației luminoase; Premiul Nobel în 1903                                       |
| 1860 - 1924           | Bayliss, William                | englez         | Descoperirea secreției peristaltice                                                                       |
| 1860 - 1944           | Achard, Emile                   | francez        | Medicină internă                                                                                          |
| 1861 - 1939           | Naismith, James                 | canadian       | Pluridisciplinar, inventatorul jocului de baschet                                                         |
| 1861 - 1949           | Bier, August                    | german         | Chirurgie                                                                                                 |
| 1862 - 1931           | Schnitzler, Arthur              | austriac       | Preocupări literare                                                                                       |
| 1863 - 1933           | Calmette, Albert                | francez        | Elaborarea vaccinului Calmette-Guérin                                                                     |
| 1864 – 1915           | Alzheimer, Alois                | german         | Psihiatru; primul care descrie "maladia Alzheimer"                                                        |
| 1865 - 1921           | Albers-Schönberg, Heinrich      | german         | Primul specialist în investigații cu raze Röntgen din Germania                                            |
| 1866 - 1925           | Wassermann, August von          | german         | bacteriologie, descoperirea reacției Wassermann                                                           |
| 1866 - 1936           | Nicolle, Charles                | francez        | Bacteriologie; Premiul Nobel în 1928                                                                      |
| 1866 - 1942           | Aschoff, Ludwig                 | german         | Patologie                                                                                                 |
| 1868 - 1942           | Abel, Rudolf                    | german         | Bacteriologie                                                                                             |
| 1869 - 1939           | Cushing, Harvey Williams        | american       | Unul dintre fondatorii neurochirurgiei moderne                                                            |
| 1870 – 1937           | Adler, Alfred                   | austriac       | Fondatorul psihologiei individuale.                                                                       |
| 1870 - 1961           | Bordet, Jules                   | belgian        | Descoperiri în domeniul imunologiei; bacteria tip Bordetella îi poartă numele; Premiul Nobel în 1919      |
| 1871 - 1945           | Cannon, Walter                  | american       | Studiul homeostaziei; utilizarea razelor X în medicină                                                    |
| 1873 - 1944           | Carrel, Alexis                  | francez        | Chirurgie vasculară, transplant de organe; Premiul Nobel în 1912.                                         |
| 1874 - 1929           | Pirquet, Clemens von            | austriac       | Contribuții în bacteriologie și imunologie; a introdus termenul de alergie.                               |
| 1875 - 1955           | Abrikosov, Aleksei Ivanovici    | rus            | Anatomopatologie                                                                                          |
| 1878 - 1955           | Bergmann, Gustav von            | german         | Fondatorul gândirii "funcționale" în medicină                                                             |
| 1881 - 1955           | Fleming, Alexander              | scoțian        | Descoperirea penicilinei; Premiul Nobel în 1945                                                           |
| 1889 - 1977           | Adrian, Edgar Douglas           | englez         | Studiul funcțiunilor neuronale; Premiul Nobel în 1932.                                                    |
| 1891 - 1941           | Banting, Frederick              | canadian       | Contribuții la descoperirea insulinei; Premiul Nobel în 1923                                              |
| 1895 - 1964           | Domagk, Gerhard                 | german         | Patologie, bacteriologie; Premiul Nobel în 1939                                                           |
| 1899 - 1972           | Békésy, Georg von               | maghiar        | Studii asupra cohleei; Premiul Nobel pentru Medicină (1961)                                               |
| 1899 - 1978           | Best, Charles                   | american       | Contribuții la descoperirea insulinei; Premiul Nobel în 1921                                              |
| 1905 - 1999           | Silveira, Nise da               | braziliana     | Psihiatru Un pionier de pet therapy                                                                       |
| 1906 - 1980           | Asperger, Hans                  | austriac       | Descoperire "sindromul Asperger"                                                                          |
| 1907 - 1992           | Bovet, Daniel                   | italian        | Descoperirea neuro-blocantelor; Premiul Nobel în 1957.                                                    |
| 1909 - 1974           | Apgar, Virginia                 | american       | Elaborare "index Apgar"                                                                                   |
| 1912 - 2000           | Bloch, Konrad                   | german         | Cercetări în domeniul sintezei colesterolului; Premiul Nobel în 1964                                      |
| 1916 - 2004           | Crick, Francis                  | englez         | Contribuții la descoperirea structurii ADN-ului; Premiul Nobel în 1962                                    |
| 1919 -                | Murray, Joseph E.               | american       | Chirurgie plastică, transplant de organe, Premiul Nobel în 1990                                           |
| 1920 -                | Valnet, Jean                    | francez        | Chirurgie militară, medicină naturistă                                                                    |
| 1922 – 2001           | Barnard, Christiaan             | sud-african    | Primul transplant de inimă (1967)                                                                         |
| 1924 -                | Sela, Michael                   | evreu          | Imunologie: antigene sintetice                                                                            |
| 1937 - 2003           | Senkevici, Iuri                 |                | studii biomedicale spațiale                                                                               |
| 1946 -                | Axel, Richard                   | american       | Cercetări în domeniul simțului olfactiv; Premiul Nobel în 2004                                            |